# 若葉ひな
若葉 ひな（わかば ひな、1987年4月1日 - ）は、日本のAV女優。

## 略歴・人物
2005年7月にデビューしたロリ系のキカタン（企画単体）女優で、女子校生役での出演が多い。
2007年に引退。
2009年に「さくら乙葉（さくら おとは）」名義でAVに復帰し、同年5月に「さくらひなこ」に改名。復帰時のプロフィールは、11月24日生まれ、身長:158cm、スリーサイズ:B84(C-65)・W56・H82。

## 出演作品

### 若葉ひな 名義
2005年
- 若葉の季節 18歳 デビュー（7月30日、ゴリラプロジェクト）※デビュー作
- 初撮りバイブル 1（8月2日、プレステージ）
- 行列の出来るWロリータ肉便器（9月13日、マルクス兄弟）共演:小林かすみ
- Tokyo流儀 05 表参道スタイル（10月1日、プレステージ）
- 美尻少女 美尻の秘尻 05（10月12日、プレステージ）
- HIGH SCHOOL FUCK（11月1日、アイデアポケット）他出演:SARINA、池野朋、島田香奈
- 新・彼女とカノジョ*10（11月11日、ゴーゴーズ）共演:沢井真帆
- THE FETISH OF 女子校生黒タイツ スペシャル（11月18日、HRC）共演:真弓あゆ、中山千秋、日高ゆりあ
- 監禁ゴスロリ調教（12月13日、マルクス兄弟）
- 淫蜜レズ（12月16日、aini(ピエロ））共演:富永ルナ
- THE FETISH OF オフィスレディ黒タイツ スペシャル（12月16日、HRC）共演:結城リナ、岡野美奈、桃瀬彩
- Cosplay IV 01（12月20日、ユープランニング）

2006年
- 女子マネージャー 3（1月10日、ドリームチケット）他出演:天海遥、千里悠
- 君をいじめたい（1月19日、アイエナジー）
- 素人コギャルHEAVEN4時間 3（1月27日、おかず。）他出演:常夏みかん 他
- Papillon（1月29日、オーロラプロジェクト）
- Pink Gals 2 [暴走発情ギャルズ]（2月10日、ドリームチケット）他出演:RIRICO、マリン
- 痴漢 女子校生 中出し20連発（2月16日、アイエナジー）
- 女子校生れず 先輩と私 71（2月17日、U&K）共演:みずなあんり
- コギャル仕置人 完全版（2月17日、おかず。）共演:大崎理恵、小湊未来
- Age 18歳（2月19日、クロス）他出演:亜佐倉みんと、竹内奈々、柳瀬遥
- 近親相姦 8ストーリー 第十二章（3月10日、隼エージェンシー）他出演:山吹梢、五島せり、つかもと友希、楠本ゆかり、福山洋子、久遠ユリ、永瀬美羽
- 猫耳メイド集団痴女にご主人様と呼ばれながらご奉仕SEX受けてみませんか?（3月17日、アリスJAPAN）共演:加藤ショコラ、杏野みつ、夢咲こよい、渚由美
- 夢のメイド御殿（4月1日、MOODYZ）共演:早乙女みなき、星野つぐみ、山崎かすみ、みずなあんり
- 放課後SCHOOL-GIRL（4月7日、プレミアム）他出演:早乙女みなき、綾野みゆき、長谷川ちひろ
- ロリロリ中出し 3（4月10日、隼エージェンシー）他出演:桃井りか、宝生瑠璃、黒崎あみ、愛川紗季、柚原まこと、後藤まどか
- 新入社員 中出し20連発（4月20日、アイエナジー）
- 女子校生強制中出し 9（5月12日、隼エージェンシー）他出演:葉山くみこ、矢口奈々美、柳井ちはる、あらい琴、田中美久、小林かすみ、星野つぐみ、ともか
- 百合フレンズ 3（5月17日、プールクラブ）共演:小峰由衣
- 集団痴女コギャル 3 完全版（5月19日、おかず。）共演:紅音ほたる、MIMI、麻生岬 ほか
- 痴女ホテル 2（5月20日、イマージュ）共演:咲あいら、佐々木渚紗、真中莉子、華美月、さくらの、藤沢ひな、真瀬ゆいの、栗原まき
- オナオナ指辱遊び13（6月9日、U&K）他出演:天衣みつ
- 迷惑オンナにルール無用の拘束調教（6月19日、クロス）他出演:中塚愛、鳥居悠子、山咲ちゆり
- 騙し撮り女子○生 6（8月25日、I.B.WORKS）他出演:白鳥果歩、姫乃るり、藤沢ひな
- 父に犯され続けた少女の哀しみ（9月20日、ホットエンターテイメント）共演:椎名紅緒
- パイパンエンジェルDX 4 ハイパーデジタルモザイク（10月1日、MOODYZ）共演:愛乃ララ、泉まりん、雨宮せつな
- バイブの虜22（10月13日、プールクラブ）他出演:大島あさみ、陽多まり、小峰由衣、田中美久、小向杏奈、畑野ゆずき、今井みすず、水咲しずか、村上りょう、黒沢里菜
- ひなの秘め事・性感Check!!（11月15日、T&Communication's）
- 集団痴女ギャルサー 完全版（11月17日、おかず。）共演:紅音ほたる、今野由愛、春名えみ、笠木あやか、平川恋
- SHORT CUT FETISH（11月30日、シャイ企画）他出演:大塚ひな、二宮ありさ、雨宮せつな、大塚咲、大谷玲奈
- 人気AV女優 日高ゆりあ/若葉ひなのロリ&コギャル妹2人組が出会いサイトで素人くんをゲット! オモチャにしちゃうゾ…（12月13日、P☆MAX）共演:日高ゆりあ
- 涼宮ハヒルの憂鬱（12月15日、TMA）共演:香坂百合、真内賢司、美咲沙耶、真央はじめ、鳴沢賢一（ゴロー）、沢井真帆
- 集団痴女メイド宣言 完全版（12月29日、メディアステーション）共演:野々宮りん、柴田なみ、中野すず、夏川真希、雛子ひな

2007年
- 夢のメイド御殿 至極のご奉仕乱交（1月1日、MOODYZ）他多数共演
- 禁断淫乱女学院（1月6日、アウダースジャパン）共演:持田茜、常夏みかん、みずなあんり
- DOKIレズ6（1月6日、アウダースジャパン）共演:常夏みかん 他出演:持田茜、みずなあんり
- 大セクハラ!芸能界を目指すモデルの皆さ～ん! 私がHな審査委員長です!（1月18日、LADY×LADY）共演:企画女優数名
- ギャルコレ!6(レンタルのみ）（2月16日、うまなみ。）他出演:瞳れん、MIMI、滝井エリカ、斉藤めぐみ、山咲ちゆり、吉川ゆい
- Real PedoPhiles vol.1（3月13日、BRAVO）
- Lesbian Real Study Vol.1（3月25日、BRAVO）共演:ナンシー
- 女子校生レイプVI　犯されまくる12人の女子校生（5月12日、隼エージェンシー）他11名出演
- 黒人 デカちん 乱交 2（3月25日、カルマ）共演:島田香奈

2008年
- 美人OL集団の極エロち○ぽ狩り（3月15日、ジェイモデル）共演:滝本沙耶香、飯田さやか、村田久美、竹内美希、笠木あやか、華美月、真鍋あや
- 人気AV女優を男サウナに乱入させて逆痴漢（3月15日、アレックス）共演:笠木あやか、瀬名ゆうり、秋本由香里、佐々木渚紗、長澤りか、青木瀬奈、藤沢ひな、華美月

### さくら乙葉 名義
2009年
- Street Snap 01（5月13日、プレステージ）
- 闇営業中のフル勃起エステ 9（7月10日、ホットエンターテイメント）共演:二宮せりな、望月さえ
- 素人娘たちよ! 親友とレズって下さい!!（7月13日、はじめ企画）他多数出演
- kira☆kira Festival -上京物語- 中出し in TOKYO（7月19日、Kira☆kira）共演:TOMO、MAYU ※「RENA」名義
- サポ希望 @08 錦糸町 [おとは]（7月24日、I.B.WORKS）※「おとは」名義
- kira☆kiraフェラチオ学園祭 Vol.7（11月19日、kira☆kira）他多数出演

### さくらひなこ 名義
2009年
- 手コキ&性交クリニック ファン感謝祭スペシャル（7月9日、SODクリエイト）共演:海馬ゆう、後藤ひろみ、倉木杏奈、小橋紗良、内藤斐奈、米山愛
- レズの華が咲く頃。 VOL.4（7月24日、U&K）共演:秦のんか
- 完全主観 可愛い教え子とエロエロ学園生活（9月5日、アキノリ）共演:愛梨沙、長谷川樹里、小菅由宇、星野ひな、奏のんか、七葉しほり ほか
- 火曜日は全裸登校日 4（11月5日、アキノリ）他多数共演
- オーバーニー×ミニスカ 絶対領域 2nd impact volume 13（11月15日、ケー・トライブ）

## テレビ番組
- 萌え部屋（2006年4月 - 9月、パラダイステレビ） 共演:宝生瑠璃